# Minettia caucasica
Minettia caucasica är en tvåvingeart som beskrevs av Shatalkin 1998. Minettia caucasica ingår i släktet Minettia och familjen lövflugor. Inga underarter finns listade i Catalogue of Life.